# Liste der Auslandsvertretungen Usbekistans

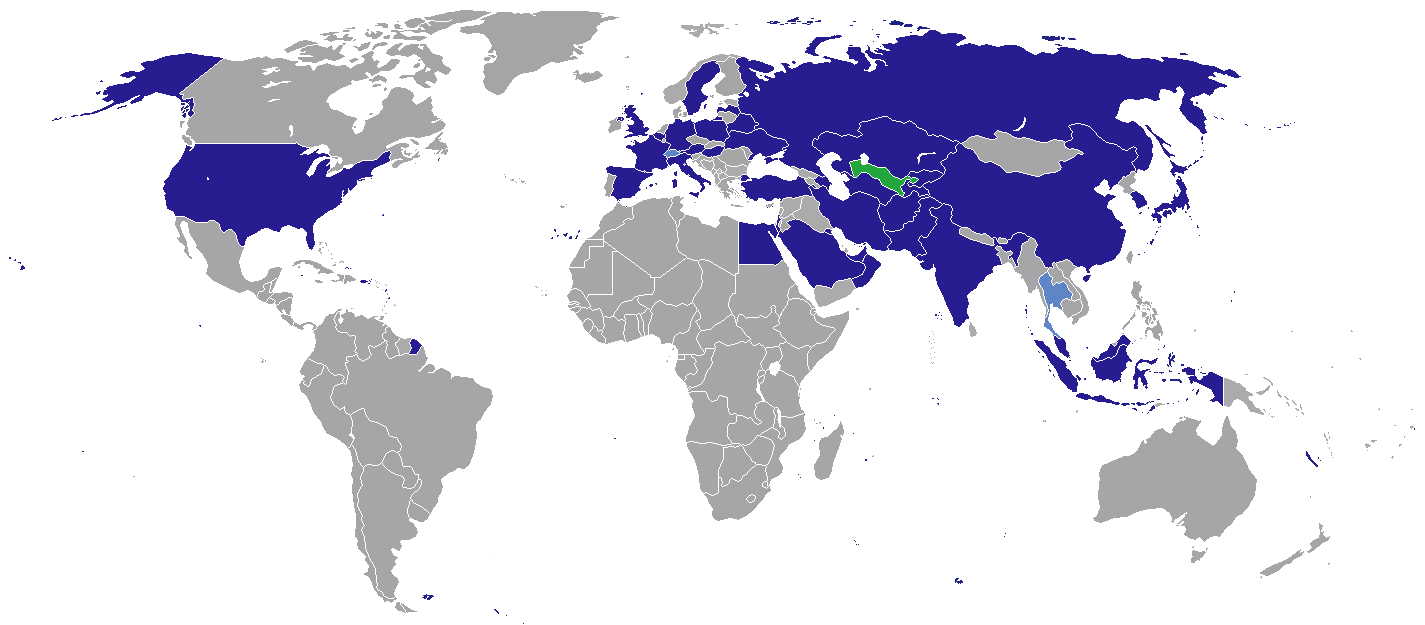
Standorte der diplomatischen Vertretungen Usbekistans

Dies ist eine Liste der diplomatischen und konsularischen Vertretungen Usbekistans.

## Diplomatische und konsularische Vertretungen

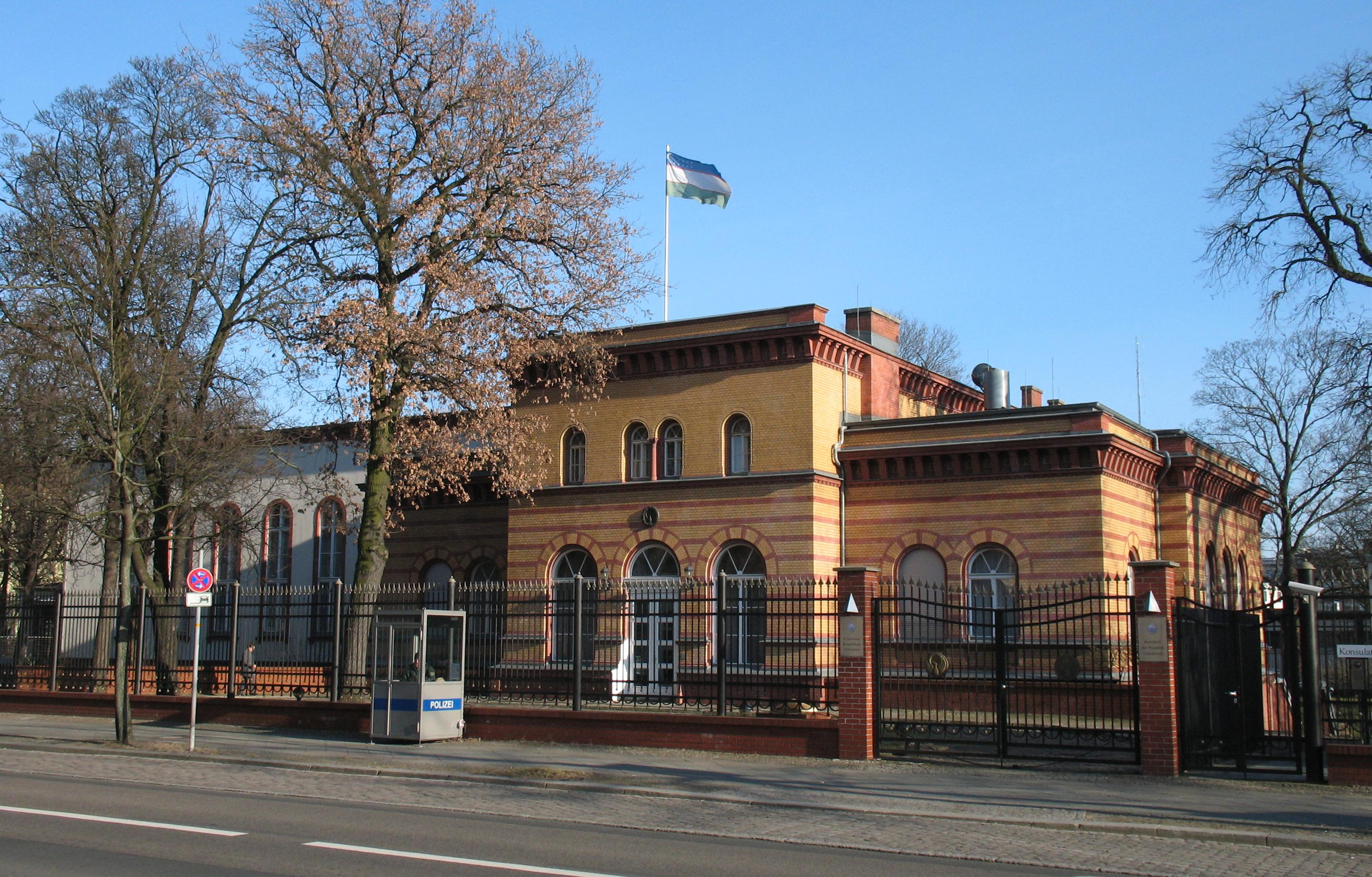
Usbekische Botschaft in Berlin

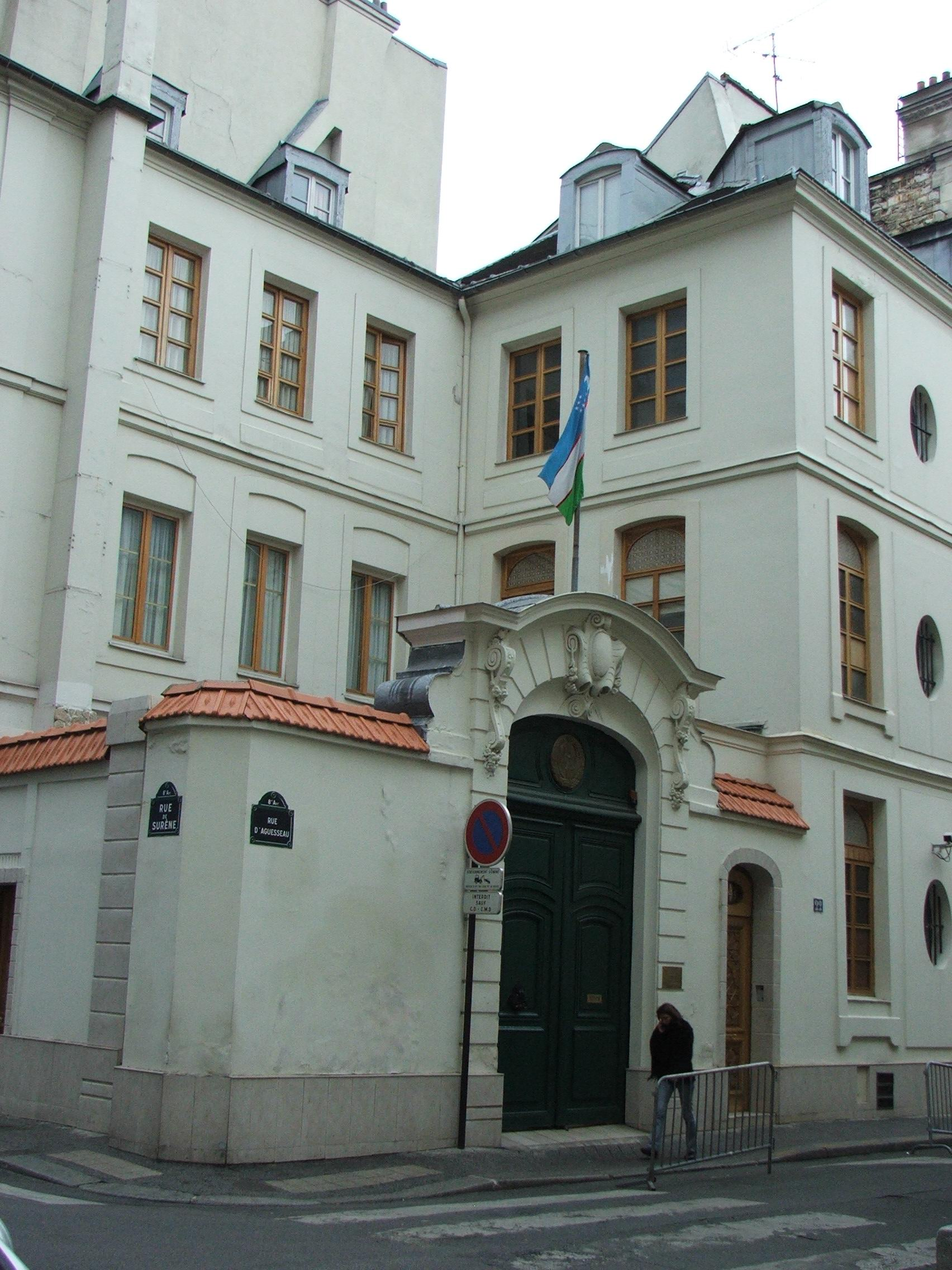
Usbekische Botschaft in Paris

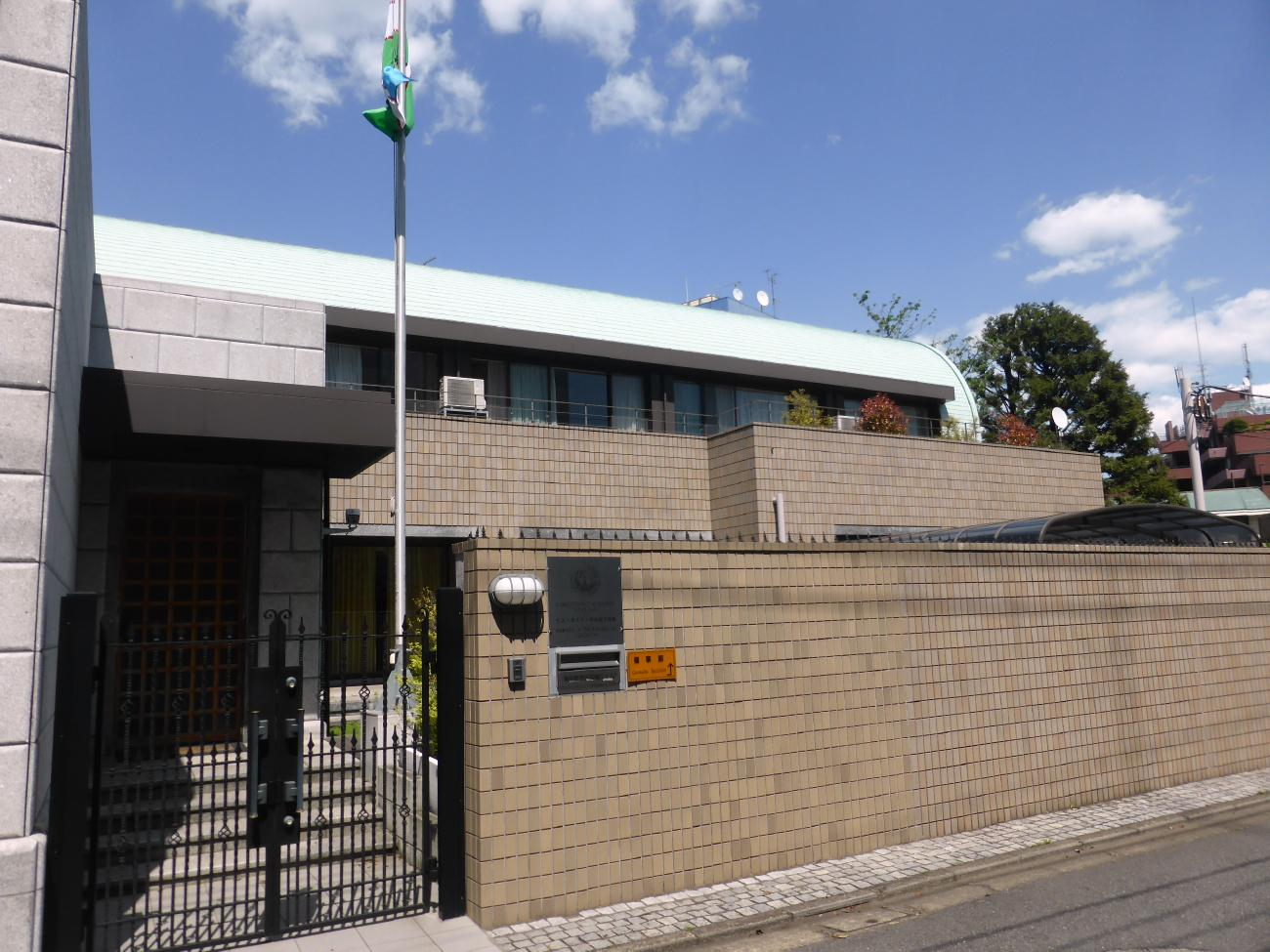
Usbekische Botschaft in Tokio

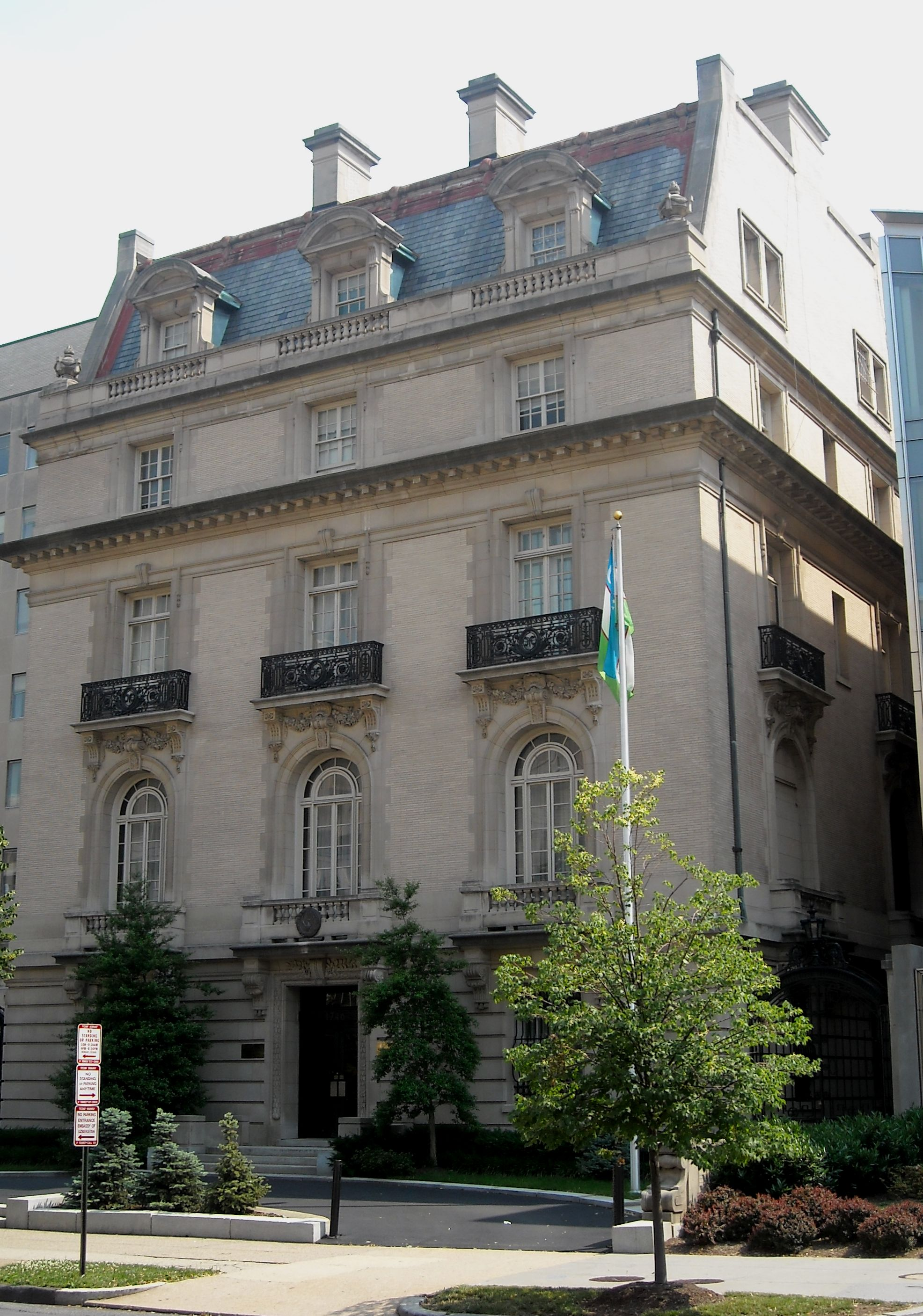
Usbekische Botschaft in Washington, D.C.

### Afrika
- Ägypten: Kairo, Botschaft

### Asien
| - Afghanistan: Kabul, Botschaft - Afghanistan: Masar-e Scharif, Konsulat - Aserbaidschan: Baku, Botschaft - Volksrepublik China: Peking, Botschaft - Volksrepublik China: Shanghai, Generalkonsulat - Indien: Neu-Delhi, Botschaft - Indonesien: Jakarta, Botschaft - Iran: Teheran, Botschaft - Israel: Tel Aviv, Botschaft - Japan: Tokio, Botschaft - Kasachstan: Astana, Botschaft - Kuwait: Kuwait, Botschaft | - Kirgisistan: Bischkek, Botschaft - Malaysia: Kuala Lumpur, Botschaft - Pakistan: Islamabad, Botschaft - Saudi-Arabien: Riad, Botschaft - Saudi-Arabien: Dschidda, Generalkonsulat - Singapur: Singapur, Botschaft - Südkorea: Seoul, Botschaft - Tadschikistan: Duschanbe, Botschaft - Turkmenistan: Aşgabat, Botschaft - Vereinigte Arabische Emirate: Abu Dhabi, Botschaft - Vereinigte Arabische Emirate: Dubai, Generalkonsulat |

### Europa
| - Belgien: Brüssel, Botschaft - Deutschland: Berlin, Botschaft - Deutschland: Frankfurt, Generalkonsulat - Frankreich: Paris, Botschaft - Griechenland: Athen, Generalkonsulat - Italien: Rom, Botschaft - Lettland: Riga, Botschaft - Österreich: Wien, Botschaft | - Polen: Warschau, Botschaft - Russland: Moskau, Botschaft - Russland: Nowosibirsk, Generalkonsulat - Spanien: Madrid, Botschaft - Türkei: Ankara, Botschaft - Türkei: Istanbul, Generalkonsulat - Ukraine: Kiew, Botschaft - Vereinigtes Königreich: London, Botschaft |

### Nordamerika
- Vereinigte Staaten: Washington, D.C., Botschaft
- Vereinigte Staaten: New York, Generalkonsulat

## Vertretungen bei internationalen Organisationen
- Vereinte Nationen: New York, Ständige Vertretung
- Vereinte Nationen: Genf, Ständige Vertretung